# Anta da Vidigueira

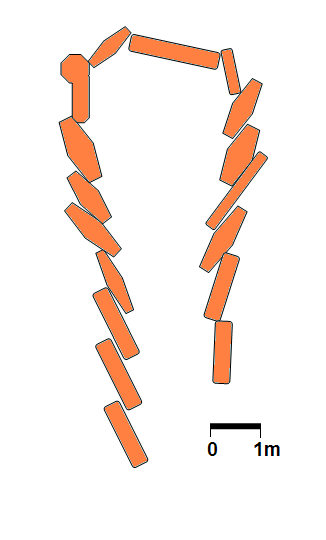
Langkammerige Anta; Schema

Die Anta da Vidigueira liegt südwestlich des Dorfes Freixo, bei Redondo im Distrikt Évora in Portugal. 
Die kleine Anta wurde wahrscheinlich zwischen der Jungsteinzeit und dem Chalkolithikum (zwischen 4000 und 3000 v. Chr.) errichtet und ist seit 1910 als  Monumento Nacional klassifiziert.
Der Dolmen gehört zu den Megalithen im Distrikt Évora und besteht aus einer polygonalen Kammer aus sieben Säulen in situ und dem etwas beschädigten Deckstein. Die langkammerige Anta hat einen Durchmesser von etwa 3,0 m und einen erhaltenen Gangbereich von etwa 4,0 m Länge, bestehend aus vier Steinen auf der rechten Seite und einem auf der linken Seite. Überreste des Tumulus, der einen Durchmesser von etwa 8,0 m hatte, sind erkennbar.
Zu den Funden gehören Keramiken, Klingen und Pfeilspitzen.
Die Anta da Candieira und andere Megalithanlagen liegen in der Nähe.